# Омирбеков, Алихан Мусаевич
Алихан Мусаевич Омирбеков (каз. Әлихан Мұсаұлы Өмірбеков; род. 14 июня 2001 года) — казахстанский хоккеист, нападающий клуба «Барыс», который играет в Континентальной хоккейной лиге (КХЛ) и в Сборной Казахстана по хоккею с шайбой.

## Карьера
Омирбеков начал свою профессиональную карьеру в молодежной команде «Снежные Барсы», выступая в Молодежной хоккейной лиге (МХЛ). В сезоне 2019/2020 он сыграл 56 матчей, набрав 19 очков (7 голов и 12 передач).
В сезоне 2020/2021 Омирбеков продолжил выступать за «Снежные Барсы» в Pro Hokei Ligasy, сыграв 48 матчей и набрав 9 очков (3 гола и 6 передач).
В сезоне 2022/2023 Омирбеков присоединился к клубу «Номад», где в регулярном чемпионате сыграл 59 матчей, набрав 40 очков (14 голов и 26 передач).
В сезоне 2023/2024 Омирбеков дебютировал в КХЛ за «Барыс», сыграв 52 матча и набрав 6 очков (3 гола и 3 передачи).

## Международная карьера
Омирбеков представлял Казахстан на различных международных турнирах. В 2019 году он участвовал в чемпионате мира среди юниоров (U-18) в дивизионе I группы A, сыграв 5 матчей и набрав 2 очка (0 голов и 2 передачи). В 2023 году он дебютировал за основную сборную Казахстана на чемпионате мира, сыграв 7 матчей.
В сезоне 2024/2025 Омирбеков продолжил выступать за «Барыс». По состоянию на 4 апреля 2025 года он сыграл 58 матчей, набрав 16 очков (7 голов и 9 передач), с показателем полезности -13 и 23 минутами штрафного времени.
Чемпион Азиатских игр-2025 (г.Харбин).

## Достижения
| Сезон     | Команда       | Лига       | И  | Г  | П  | О  | +/- | Штр |
| --------- | ------------- | ---------- | -- | -- | -- | -- | --- | --- |
| 2019/2020 | Снежные Барсы | МХЛ        | 56 | 7  | 12 | 19 | —   | —   |
| 2020/2021 | Снежные Барсы | Pro Ligasy | 48 | 3  | 6  | 9  | —   | —   |
| 2021/2022 | Снежные Барсы | Pro Ligasy | 46 | 11 | 7  | 18 | —   | —   |
| 2022/2023 | Номад         | Pro Ligasy | 59 | 14 | 26 | 40 | —   | —   |
| 2023/2024 | Барыс         | КХЛ        | 52 | 3  | 3  | 6  | —   | —   |
| 2024/2025 | Барыс         | КХЛ        | 58 | 7  | 9  | 16 | -13 | 23  |